# Fabio dos Santos Barbosa
Fabio dos Santos Barbosa, kurz Fabio Santos (* 9. Oktober 1980 in Campina Grande) ist ein ehemaliger brasilianischer Fußballspieler.

## Karriere
Santos’ Profikarriere begann 1999 in seiner brasilianischen Heimat bei EC Santo André. Dort war er zwei Spielzeiten, ehe er erst für ein Jahr zu Rio Branco EC und anschließend zwei Jahre nach AD São Caetano wechselte. Zur Saison 2004/05 versuchte er das erste Mal den Schritt in eine europäische Liga und schloss sich dem portugiesischen Verein Nacional Funchal (Madeira) an. Doch bereits nach einem Jahr wechselte er wieder nach Brasilien und unterzeichnet bei Cruzeiro Belo Horizonte. Zur Winterpause der Saison 2006/07 entschied er sich das zweite Mal in Europa zu spielen und wechselte für 4,2 Millionen € zu Olympique Lyon nach Frankreich. Seine ersten Einsatz hatte er am 10. Februar 2007 im Ligaspielbetrieb gegen den FC Lorient. Im ersten Jahr dort gewann er die Meisterschaft und den Supercup.  Doch auch der zweite Europaaufenthalt war aus Santos’ Sicht nicht erfolgreich und so entschied sich sein Verein zu einem Ausleihgeschäft. In der Winterpause der Saison 2007/08 wurde er an den FC São Paulo verliehen. Im Sommer 2008 kehrte er wieder nach Lyon zurück. Zur Saison 2009/10 wechselte er ablösefrei zu Fluminense Rio de Janeiro. Nach nur einem Ligaspielen wechselte er zu Ligakonkurrent und Ex-Verein Cruzeiro Belo Horizonte. Dort absolvierte er nochmals zwei Spiele, bevor er im Mai 2010 seine aktive Karriere beendete.

## Erfolge
- Staatsmeisterschaft von São Paulo (2. Division) mit EC Santo André: 2000
- Staatsmeisterschaft von São Paulo mit AD São Caetano: 2004
- Staatsmeisterschaft von Minas Gerais mit Cruzeiro Belo Horizonte: 2006
- Französischer Meister mit Olympique Lyon: 2007, 2008 (Santos war 2008 nur in der Hinrunde für Lyon aktiv)
- Trophée des Champions mit Olympique Lyon: 2007
- Peace Cup mit Olympique Lyon: 2007